# Siège de Badajoz (1812)
Pour les articles homonymes, voir Siège de Badajoz.
Guerre d'indépendance espagnole
Batailles
- Olivença (01-1811)
- Gebora (02-1811)
- Campo Maior (03-1811)
- 1re Badajoz (04-1811)
- Fuentes de Oñoro (05-1811)
- Albuera (05-1811)
- Usagre (05-1811)
- Cogorderos (06-1811)
- Carpio (09-1811)
- El Bodón (09-1811)
- Aldeia da Ponte (09-1811)
- Arroyomolinos (10-1811)
- Tarifa (12-1811)
- Navas de Membrillo
- Almagro (01-1812)
- 2e Ciudad Rodrigo (01-1812)
- 2e Badajoz (03-1812)
- Villagarcia (04-1812)
- Almaraz (05-1812)
- Maguilla (06-1812)
- Arapiles (07-1812)
- García Hernández (07-1812)
- Majadahonda (08-1812)
- Retiro (08-1812)
- Madrid (08-1812)
- Burgos (09-1812)
- Villodrigo (10-1812)
- Tordesillas (10-1812)
- Alba de Tormes (11-1812) (es)
- San Muñoz (11-1812)

Le siège de Badajoz se déroule du 16 mars au 6 avril 1812, dans le cadre de la guerre d'indépendance espagnole. Il oppose l'armée anglo-portugaise sous les ordres du duc de Wellington à la garnison française de Badajoz commandée par le général Armand Philippon. Le siège — un des plus sanglants des guerres napoléoniennes — est considéré comme une victoire coûteuse par les Britanniques, avec quelque 3 000 soldats alliés tués en quelques heures de combat intense dans la dernière phase de l'attaque.

## Contexte
Après avoir au cours de sièges précédents pris les villes frontières d'Almeida et de Ciudad Rodrigo, l'armée anglo-portugaise fait mouvement sur Badajoz, ville-forteresse dressée sur la rive gauche du fleuve Guadiana, afin de l'investir pour sécuriser les lignes de communication avec Lisbonne, base principale d'opérations pour l'armée alliée.

## État des lieux
Badajoz a une garnison d'environ 5 000 hommes sous le commandement du général français Armand Philippon, gouverneur militaire de la ville, et possède des fortifications bien plus redoutables qu'Almeida ou Ciudad Rodrigo. Avec une forte muraille couverte par de nombreux points fortifiés et bastions, Badajoz avait déjà résisté avec succès à deux tentatives de sièges. Elle est bien préparée pour affronter une troisième tentative grâce à ses murailles renforcées, à la création d'un lac de retenue des eaux de la rivière Rivillas, au sud-est, et au minage à l'explosif du glacis sur son flanc sud-ouest.
La forteresse n'a qu'un point faible : la colline San Miguel qui s'élève au sud-est, sur l'autre bord du lac artificiel, où les Alliés installeront d'abord leurs batteries. Les Français, qui en sont conscients, ont donc édifié deux forts périphériques, le fort Picurina à l'est sur le flanc de la colline San Miguel, et le grand fort Pardaleras au sud.

## Le siège

### Préparatifs
L'armée alliée, forte de 25 000 hommes, surpasse en nombre la garnison française dans le rapport de cinq à un et, après l'encerclement de la ville, le siège commence par le creusement des tranchées, des « parallèles » et des terrassements destinés à protéger l'artillerie de siège. Le terrassement est rendu difficile par des pluies torrentielles et prolongées. Pendant que les Alliés procèdent aux terrassements, les Français effectuent plusieurs raids afin de détruire les tranchées d'approche vers la muraille, mais sont chaque fois repoussés par les tireurs d'élite britanniques et l'infanterie de ligne. Après la mise en place des mortiers lourds de 18 et 24 livres, les Alliés commencent un bombardement intense des défenses de la ville.
Le bastion périphérique Picurina est pris par les Tuniques rouges de la 3e division du général Thomas Picton, permettant la poursuite des terrassements de siège et l'extension des tranchées vers les hauts murs de pierre, cependant que de nouvelles batteries britanniques rapidement amenées dans les ruines de Picurina pilonnent et grignotent la maçonnerie de la muraille, du lundi de Pâques 30 mars au samedi 4 avril 1812. Le 5 avril, deux brèches sont faites au sud-est dans la muraille — une dans le bastion Trinidad et une dans le bastion Santa Maria et les soldats alliés se préparent à l'assaut de Badajoz. Pour le freiner, la garnison française occupant la forteresse mine les deux brèches déjà ouvertes dans les murs avant d'affronter les assiégeants.
L'ordre d'attaquer est cependant différé de 24 heures pour permettre l'ouverture d'une troisième brèche, que les assiégés n'auront pas le temps de colmater ou miner, en pilonnant avec succès durant toute la journée du 6 avril la courtine fragilisée joignant les deux bastions déjà entamés, qui s'effondre en début d'après-midi. Les obusiers continuent à bombarder les trois larges brèches tout l'après-midi pour empêcher les Français de les colmater. Des rumeurs circulent parmi les Alliés selon lesquelles les troupes françaises du maréchal Soult viennent porter secours à la ville assiégée : dans l'urgence, Wellington lance l'ordre d'assaut le lundi 6 avril 1812 à 22 heures.

### L'assaut

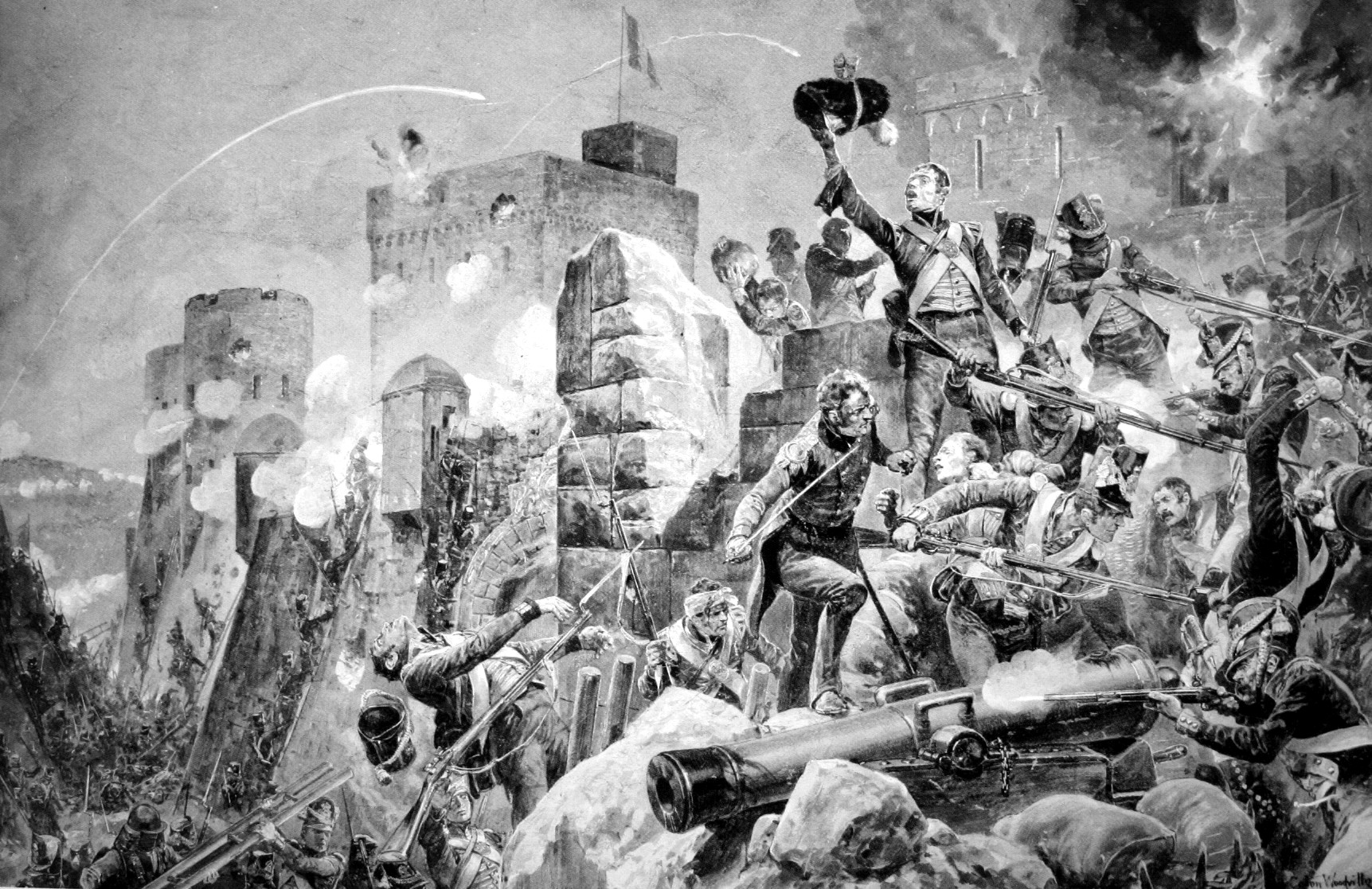
Les Devil's Own du d'infanterie britannique au siège de Badajoz, par Richard Caton Woodville Jr.

La division légère, avec en tête les soldats du Forlorn Hope s'avance dans la brèche du bastion Santa Maria et la 4e division dans la brèche du bastion Trinidad. Les soldats emmènent des échelles d'assaut et sont porteurs de différents ustensiles de siège, grandes haches à longs manches et sacs de foin pour amortir les chutes. Les premiers hommes à donner l'assaut seront ceux du Forlorn Hope, la vague d'assaut suivante étant constituée de la 4e division et de la division d'infanterie légère de Craufurd.
Pour faire diversion à l'attaque massive dans les brèches au sud-est, l'escalade de l'éperon rocheux du château (au nord) est confiée à la 3e division du général Thomas Picton et l'escalade du bastion San Vincente (au nord-ouest) à la 5e division du général James Leith. Juste au moment où les soldats du Forlorn Hope vont lancer l'attaque, une sentinelle française repère les soldats alliés et donne l'alarme. En peu de temps, les remparts s'emplissent de soldats français qui viennent déverser une grêle mortelle de mousqueterie sur les troupes à la base de la brèche. Les Britanniques et les Portugais foncent massivement et escaladent les brèches, affrontant un barrage meurtrier de tir de mousquets, jet de grenades, de pierres, de barils de poudre à canon amorcés avec des mèches rudimentaires et même des balles de foin enflammées qui les montrent aux assiégés.
Ce furieux barrage dévaste les rangs britanniques et la brèche commence bientôt à s'emplir de morts et de blessés, à travers lesquels les troupes d'assaut se fraient difficilement un passage. Malgré le carnage, les Tuniques rouges continuent bravement à avancer en grand nombre, avec pour seul résultat d'être fauchés par les balles des mousquets et la mitraille. En seulement deux heures, quelque 2 000 hommes sont tués ou grièvement blessés dans la brèche principale, alors que de nombreux hommes de la 3e division sont abattus dans l'attaque de diversion du château au flanc nord de la forteresse. Le général Picton lui-même est blessé alors qu'il emprunte une échelle afin d'atteindre le haut de la muraille. Les soldats qui attaquent les brèches aux bastions Santa Maria et Trinidad sont systématiquement repoussés et le carnage est si énorme que Wellington envisage de rappeler ses troupes.
Contre toute attente, les soldats de la 3e division finissent par atteindre, les premiers, le sommet de la muraille du château et les hommes de la 5e division réussissent à investir le bastion San Vincente un peu plus tard dans la nuit. Les soldats de ces deux divisions progressent vers l'intérieur de la ville, font jonction et, débordant par l'arrière les défenseurs français des brèches, permettent enfin aux attaquants alliés d'atteindre le sommet des rampes d'éboulis. À partir du moment où ils ont réussi à y prendre pied, les Alliés bénéficient rapidement de leur supériorité numérique et investissent entièrement la ville. Voyant qu'il ne peuvent plus tenir, le général français Armand Philippon et les rescapés de la garnison abandonnent Badajoz et se replient sur la forteresse voisine de San Cristobal, au nord de la ville sur la rive droite (rive opposée) du fleuve Guadiana. Ils y signent leur reddition le matin du 7 avril 1812.

## Conséquences

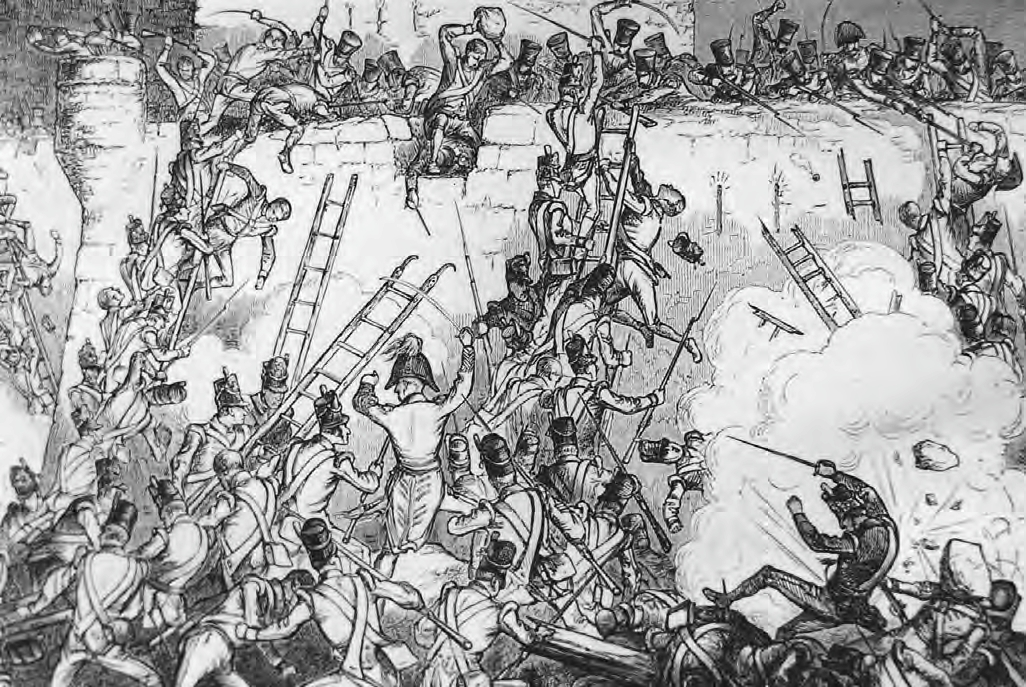
Troupes britanniques prenant d'assaut les murs du fort de Badajoz

Une fois l'investissement de la forteresse achevé, le pillage de la ville commence dans une totale anarchie, quand les Tuniques rouges se mettent à boire ; il faut trois jours pour reprendre la troupe en main. Le sac de Badajoz, acte de sauvagerie gratuite, a été retenu par de nombreux historiens comme un exemple de conduite particulièrement atroce de la part de l'armée britannique. De nombreux soldats entrent par effraction dans les maisons, les biens sont vandalisés ou volés, des citoyens espagnols de tous âges et de toutes conditions sont tués ou violés et un certain nombre d'officiers britanniques sont également abattus par leurs propres hommes en essayant de les ramener à la raison.
À cette époque, il était d'usage de permettre 24 heures de pillage aux troupes victorieuses après l'assaut d'une ville fortifiée. Cela était pourtant contraire aux consignes strictes de Wellington qui, en pays allié, Portugal ou Espagne, exigeait que ses soldats paient tout ce qu'ils consommaient et interdisait les réquisitions sans paiement faites par l'intendance de l'armée. Cependant, il régnait un climat de défiance entre Britanniques et Espagnols, à la suite de la conduite douteuse des responsables espagnols vis-à-vis des Britanniques — voir par exemple le bilan de la bataille de Talavera et de la bataille de Barrosa —, ce qui n'était pas le cas entre Portugais et Britanniques, qui combattaient en parfaite harmonie. L'assaut avait été si meurtrier que les officiers n'osèrent pas dans les premières heures freiner les bas instincts de leurs soldats. De plus, dans l'assaut lui-même, la majeure partie des officiers commandant les troupes d'assaut avait été tués ou blessés, laissant les soldats pénétrer dans la ville sans encadrement. Les Français, de leur côté, s'étaient livrés dès le début de la guerre, en 1808, à de nombreux sacs de villes, souvent en s'en prenant à des populations restées jusque-là neutres dans le conflit, créant ainsi un climat favorisant l'émergence de la guérilla.
À l'aube du 7 avril, l'horreur du massacre tout autour de la muraille put être mesuré. Les corps étaient empilés sur plusieurs épaisseurs et le sang avait coulé par ruisseaux entiers dans les tranchées. Quand il vit les destructions et l'ampleur du massacre, Wellington pleura amèrement et maudit le Parlement britannique pour lui avoir accordé si peu de ressources et de soldats. L'assaut et les engagements préliminaires ont coûté aux Alliés la mise hors combat de quelque 4 800 hommes. La division légère — division d'élite — a durement souffert, perdant 40 % de ses effectifs. Mais, le siège étant terminé, Wellington peut sécuriser la frontière entre l'Espagne et le Portugal et marcher maintenant sur Salamanque à la rencontre du maréchal Marmont.

## Sources
- (en) Cet article est partiellement ou en totalité issu de l’article de Wikipédia en anglais intitulé « Battle of Badajoz (1812) » (voir la liste des auteurs).